# Opi (governador)
Opi (en llatí: Oppius) va ser un governador romà del segle i aC. Formava part de la gens Òpia, una gens romana d'origen plebeu.
Es menciona com a pretor (propretor) d'Acaia, càrrec que hauria ostentat cap a l'any 80 aC. Posteriorment va ser acusat, a instigació de Verres.